# Echo (polecenie)
echo – polecenie służące głównie do wypisywania tekstu w konsoli. Działa ono zarówno w systemach Unix, GNU/Linux, jak i Windows.

## Składnia

### Unix/Linux
echo [OPCJE]... [NAPIS]...

#### Opis
Polecenie echo wypisuje ciąg znaków NAPIS na standardowe wyjście

##### Dostępne opcje
| -n        | nie odsyła końcowego znaku nowej linii                            |
| -e        | włącza interpretacje znaków specjalnych w ciągu NAPIS             |
| -E        | wyłącza interpretację znaków specjalnych w ciągu NAPIS (domyślne) |
| --help    | wypisuje komunikat pomocy i kończy pracę polecenia echo           |
| --version | wypisuje informacje na temat wersji polecenia echo                |

##### Znaki specjalne z opcją-e
| \0NNN | dowolny znak o kodzie ASCII odpowiadającym liczbie ósemkowej NNN |
| \\    | pojedynczy znak \ (ukośnik wsteczny)                             |
| \a    | dzwonek, alarm                                                   |
| \b    | backspace                                                        |
| \c    | nie wypisuj nic więcej                                           |
| \f    | znak wysunięcia strony                                           |
| \n    | znak nowej linii                                                 |
| \r    | znak powrotu karetki                                             |
| \t    | tabulacja pozioma                                                |
| \v    | tabulacja pionowa                                                |

#### Przykład użycia
```
$
 
echo
 
"Linia przykladowego tekstu "
;
 
echo
 
"Druga linia"

Linia
 
przykladowego
 
tekstu
Druga
 
linia
$
 
echo
 
-n
 
"Tekst bez nowej linii"
;
 
echo
 
"Druga linia"

Tekst
 
bez
 
nowej
 
liniiDruga
 
linia
$
 
echo
 
-e
 
'Pierwsz\0141 linia\nDruga linia'

Pierwsza
 
linia
Druga
 
linia

```

### Windows

#### Opis
Pod Windowsem polecenie ma dwie funkcje. Oprócz wypisywania tekstu służy do kontroli wyświetlania poleceń wykonywanych w konsoli (przydatne w plikach wsadowych).
echo NAPIS

Wyświetla NAPIS.
echo on

echo off

Włącza/wyłącza wyświetlanie poleceń.
echo

Informuje, czy wyświetlanie poleceń jest włączone.
echo.

Wypisuje pustą linię.

#### Przykład użycia
```
@
echo
 off

echo
.

echo
 Hello World!

echo
.

set/p
 
cookie
=
"Do you want cookie?(T/N)> "

if
 
%cookie%
==
N 
exit

if
 
%cookie%
==
T 
goto
 
ok

:
ok

echo
 Hold your cookie!

```

"@" przed echo powoduje niewyświetlanie tego polecenia.
Aby przetestować przykład, należy wkleić powyższy kod do notatnika i zapisać jako plik o dowolnej nazwie oraz  obowiązkowym rozszerzeniu .bat lub .cmd. Uruchomienie pliku w trybie konsoli spowoduje wyświetlenie na ekranie Hello World!